# Małgorzata Słowińska-Lisowska
Małgorzata Renata Słowińska-Lisowska – polska profesor doktor habilitowana nauk o kulturze fizycznej, prorektor Akademii Wychowania Fizycznego we Wrocławiu.

## Życiorys
Małgorzata Słowińska-Lisowska ukończyła XIV Liceum Ogólnokształcące we Wrocławiu oraz studia na Wydziale Technologii Żywności tamtejszej Akademii Rolniczej. W 1990 uzyskała tamże stopień doktora nauk o kulturze fizycznej na podstawie pracy Wpływ preparatu livex na poziom wskaźników biochemicznych i hematologicznych u sportowców (promotor: Krzysztof Sobiech). W 2004 habilitowała się. W 2011 otrzymała tytuł naukowy profesora. W latach 1991–1992 przebywała na stażu naukowym, m.in. na Uniwersytecie Kentucky i na Uniwersytecie Potchestroomse w Republice Południowej Afryki.
Bezpośrednio po studiach zaczęła pracować w Zakładzie Biochemii wrocławskiej Akademii Wychowania Fizycznego. Od 2013 jest kierowniczką Katedry Biologicznych Podstaw Sportu na Wydziale Nauk o Sporcie. W latach 2008–2012 pełniła funkcję Prodziekan ds. Nauki na Wydziale Wychowania Fizycznego, a od 2013 Prodziekana ds. Badań Naukowych na Wydziale Nauk o Sporcie. Od 2016 jest Prorektor ds. Nauki i Współpracy z Zagranicą.
Jej zainteresowania naukowe obejmują zagadnienia związane z endokrynologią wysiłku fizycznego, biochemicznymi aspektami aktywności fizycznej oraz dietetyką sportową. Jest autorką lub współautorką przeszło 100 publikacji oraz dwóch podręczników akademickich. Jej prace były cytowane ponad 100 razy.   
Jest członkinią komitetu redakcyjnego czasopisma Journal of Human Kinetics. Polskiego Towarzystwa Medycyny Sportowej, European College of Sport Science (ECSS) oraz International Society of Exercise and Immunology (ISEI).
Współpracowała ze sportem wyczynowym, między innymi w lekkoatletyce, judo, koszykówce, siatkówce oraz piłce nożnej.

## Wybrane publikacje
- Małgorzata Słowińska-Lisowska, Wpływ wysiłku na sekrecję wybranych hormonów u aktywnych fizycznie mężczyzn, Wrocław: Wydawnictwo AWF, 2000.
- Małgorzata Słowińska-Lisowska, Krzysztof Sobiech, Dieta sportowców, Wrocław: Wydawnictwo AWF, 2003.